# Julio Chanzá Romaguera
Julio Chanzá Romaguera   (Alcàsser, 1942) és un polític valencià, militant d'Unió Valenciana, formació de la qual fou president entre 2003 i 2005. En 2011 passaria a Centro Democrático Liberal, partit liderat per la també ex-unionista Amparo Picó.
Enginyer Quimic, va estudiar i va treballar durant onze anys a Barcelona. Casat i amb una filla i un fill, va entrar en política en 1979, quan va ser elegit regidor de l'Ajuntament d'Alcàsser en una llista independent que, en eleccions posteriors, es va transformar en la candidatura d'Unió Valenciana d'aquesta localitat. Després d'ocupar diverses regidories en diverses legislatures, va arribar a l'alcaldia en 1995, càrrec que va mantindre fins al 2005 quan el cedí al Partit Popular arran d'un pacte de legislatura.
Va accedir a la presidència d'Unió Valenciana després de successives crisis en aquesta formació provocades per l'acostament o l'entrada de membres de la direcció del partit en la disciplina o en les llistes del Partit Popular.
En concret va succeir en la presidència d'aquest partit a José María Chiquillo qui, en efecte, va formar part, com membre d'UV, de les llistes al Senat presentades pel PP en les eleccions de 2004, fet que provocaria una nova crisi interna i la substitució de Chanzá com a president del partit. Tanmateix, dos anys després, Chanzá tornaria a la direcció del partit amb la presidència de Jose Manuel Miralles.
Ha estat diputat provincial a la Diputació de València des de juliol de 2004, en substitució del diputat del mateix partit, Valero Eustaquio, fins a 2007.